# Send It to Me
"Send It to Me" er en sang fra rock ‘n’ roll bandet The Rolling Stones, og findes på deres 1980 album Emotional Rescue.
Krediteret til Mick Jagger og Keith Richards er “Send It to Me” hovedsagelig et arbejde fra Jagger, og sangeren sagde på tidspunktet for dens udgivelse:” Jeg lavede den sammen med Charlie i begyndelse… Det er et godt eksempel på en, du ved, vi prøvede den på alle mulige måder, på forskellige tidspunkter .”
Sangen er stærkt inspireret af reggae, The Stones blev store fans siden deres introduktion til det under indspilningerne af 1973 albummet Goats Head Soup i Jamaica. Denne inspiration ses også på tidligere numre som "Cherry Oh Baby”, fra Black and Blue, og senere kompositioner fra Richards. 
Den tilknyttede producer og lydtekniker Chris Kimsey erindrer sangen efter albummets udgivelse:” Jeg husker, at den var meget, meget lang, omkring 12 minutter lang. Jeg blev nødt til at skærer den ned til, hvad den nu endte med at blive. Jeg tror, i den 12 minutter lange version, at der var 19 eller 20 vers, og vi tog de sidste vers ud, og kogte det hele sammen.”
Bill Janovitz sagde i sin anmeldelse af sangen:” Tag den for hvad den er og ikke hvordan den forløber, imidlertid, er ”Send It to Me” en sjov sang – iørefaldende, med et utal af kroge, og den er også sjov at synge med på. En gentagende kritik af The Stones, fra denne periode, er at det virker som om deres plader bliver skrevet for at de havde en undskyldning for at tage på tour, men det havde de ikke brug for .” 
Indspilningerne til ”Send It to Me” begyndte i juni, 1979, på Pathé Marconi Studios i Paris, Frankrig, og forsatte senere samme år i New York City Electric Lady Studios. Jagger sang, mens Ron Wood spillede elektrisk slide guitar, inklusiv sangens solo. Richards spillede sangens rytmisk guitardel. Watts og Bill Wyman spillede henholdsvis sangens trommer og bass. Mundharmonikaen spillede Sugar Blue, en bidragsnyder fra The Stones tidligere album, Some Girls og deres næste Tattoo You. Koret var Jagger og Wood.

### Fodnote
1. 1 2  Send It to Me
2. ↑  allmusic (Webside ikke længere tilgængelig)
3. ↑  Send It To Me